# 原島博

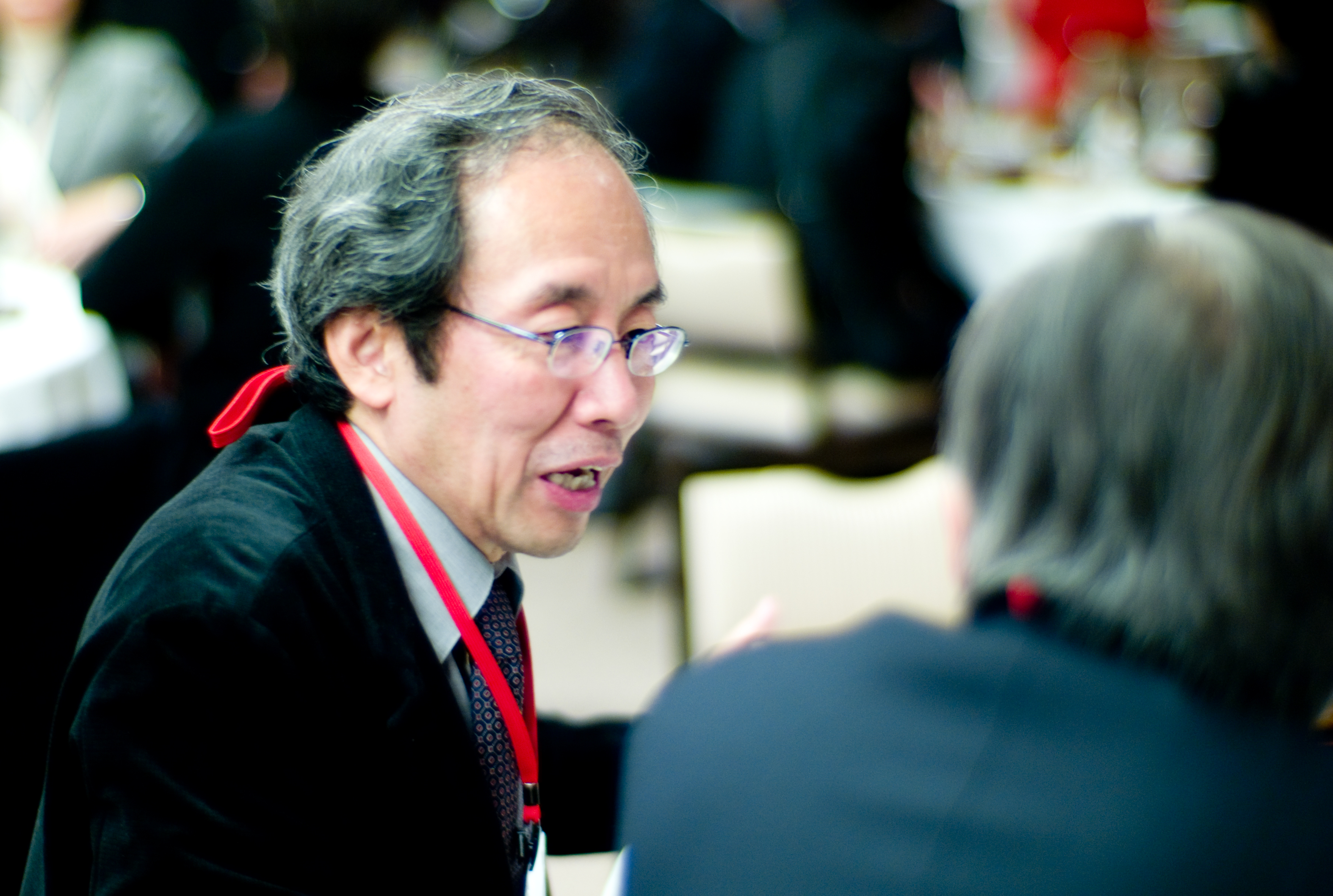
原島博

原島 博（はらしま ひろし、1945年9月12日 - ）は、日本の研究者。東京大学名誉教授。東京大学大学院情報学環特任教授。研究分野は情報理論、信号処理、ヒューマンコミュニケーション技術、顔学など。

## 来歴
東京都府中市生まれ。麻布中学校・高等学校を経て、東京大学工学部電子工学科を卒業。1973年に東京大学大学院工学系研究科博士課程を修了。その後、東京大学工学部専任講師、助教授、教授、大学院情報学環長・学際情報学府長を経て、2009年に東京大学を定年退官した。2025年、瑞宝中綬章受章。
1995年に日本顔学会を設立した。

## 人物
もともとは通信理論を専門として、THP（Tomlinson-Harashima Precoding）などの通信方式を提案した。その後、人と人の間のコミュニケーションを技術の立場から支援すること、ならびに学際的な情報学の展開を目的として、電子情報通信学会ヒューマンコミュニケーショングループ、日本顔学会、東京大学大学院情報学環などの設立に尽力した。科学技術と文化芸術の融合にも関心を持ち、文化庁メディア芸術祭審査委員長・アート部門主査、グッドデザイン賞の審査員なども歴任した。東日本大震災の直後から個人講演会として私塾を毎月開いている。

## 著書
情報理論の教科書として
- 『情報と符号の理論』（共著）、岩波講座情報科学４、1983年
- 『信号解析教科書』（単著）、コロナ社、2018年
- 『信号処理教科書』（単著）、コロナ社、2018年

情報工学・顔学関連で
- 『感性情報学』（監修）、工作舎、2004年、ISBN 978-4-87502-378-4
- 『顔学への招待』（単著）、岩波科学ライブラリー、1998年
- 『顔の百科事典』（編集委員長）、丸善出版、2015年
- 『ビジュアル顔の大研究』（監修）、丸善出版、2020年

この他に
- 『新版プロデューサーシップのすすめ』（寄稿）、紫洲書院、2023年。
- 『俯瞰する知——原島博講義録シリーズ』（単著）、全１０巻、工作舎、2024年～
  1. 巻1「情報の時代を見わたす」、2024、ISBN 978-4-87502-563-4
  2. 巻2「宇宙138億年から学ぶ」、2024、ISBN 978-4-87502-564-1
  3. 巻3「哲学と宗教をいま一度」、2025、ISBN 978-4-87502-574-0

など